# Уманський Юліан Олександрович
Юліан Олександрович Уманський (4 липня 1926, Херсон — 10 жовтня 1981, Київ) — український радянський онколог-імунолог, доктор медичних наук (з 1966 року), професор (з 1967 року), лауреат Державної премії УРСР в галузі науки і техніки (1981; посмертно).

## Біографія
Народився 4 липня 1926 року у місті Херсоні. Єврей. У 1948 році закінчив Київський медичний інститут. Член КПРС з 1957 року. З 1971 року — завідувач відділом імунології канцерогенезу Інституту проблем онкології АН УРСР.
Помер в Києві 10 жовтня 1981 року. Похований на Байковому кладовищі.

## Наукова діяльність
Основні праці присвячені вивченню специфічних імунологічних компонентів взаємовідношення пухлини і організму на моделях хімічного і вірусного канцерогенезу, а також вивченню імунологічної реактивності онкологічних хворих. Автор монографії «Імунологічна реактивність при раку».